# Mahottari (distrito)
Mahottari é um distrito da zona de Janakpur, no Nepal. Tem como sede a cidade de Jaleshwor, ocupa uma área de 1 002 km² e, em 2001, tinha uma população de 553 481 habitantes.